# Matthias Lepiller
Matthias Lepiller (ur. 12 czerwca 1988) – francuski piłkarz występujący na pozycji napastnika.

## Kariera
Zanim w wieku 18 lat trafił do Fiorentiny, zdążył rozegrać dwa spotkania dla Le Havre AC. W Ligue 2 zadebiutował 3 grudnia 2004 roku w spotkaniu przeciwko AS Nancy. W lipcu 2008 roku odrzucił ofertę wypożyczenia do Queens Park Rangers. W sierpniu tego samego roku został wypożyczony do Grasshoppers Zurych, w którym przebywał do 12 stycznia 2009 roku. Następnie Lepiller przebywał na wypożyczeniu w zespole belgijskiego drugoligowca KAS Eupen. Był też wypożyczony do Hellasu Verona.
16 września 2009 ogłoszono, iż Fiorentina musi zapłacić Le Havre 600.000 euro z tytułu ekwiwalentu za wyszkolenie.
Po odejściu z Fiorentiny w 2012 roku, Lepiller występował w Novarze i Juve Stabia, a w 2015 roku zakończył karierę.
| Rozgrywki          | Kraj       | Poziom | Mecze | Bramki |
| ------------------ | ---------- | ------ | ----- | ------ |
| Eerste klasse      | Belgia     | I      | 27    | 2      |
| Swiss Super League | Szwajcaria | I      | 4     | 0      |
| Serie B            | Włochy     | II     | 59    | 11     |
| Ligue 2            | Francja    | II     | 2     | 0      |
| Tweede klasse      | Belgia     | II     | 41    | 14     |
| Serie C            | Włochy     | III    | 11    | 1      |